# ジャガー・XJR-9
ジャガーXJR-9は、1988年世界スポーツプロトタイプカー選手権（WSPC）、及びIMSA GT選手権用にトム・ウォーキンショー・レーシング（TWR）が製作したプロトタイプレーシングカーである。

## 概要
IMSAシリーズでは1987年までグループ44がジャガーのレース活動を行なってきたが、1988年からTWRがジャガーのワークスチームとして参戦することになり、これにあわせてTWRはXJR-8のIMSA仕様としてXJR-9を製作した。
IMSAのレギュレーションにあわせてタイヤを前後とも17インチ化、XJR-8で前傾して搭載されていたエンジンは水平にマウントされるようになった。デザインはトニー・サウスゲート。エンジンはWSPC用（グループC）がV型12気筒6,995cc、IMSA用（GTP）が同6,000ccエンジンを搭載する。生産車XJ-Sのエンジンを基本とし、TWRのエンジン部門がチューニングを担当した。エンジンチューニングにはコスワースも関与した。
当初1気筒当たり2バルブのSOHCエンジンであったが、1988年のWSPC第7戦ブランズ・ハッチで、DOHCヘッドを持つエンジンが投入された。エンジンへの吸気は当初はコックピット後部から取り入れていたが、1989年シーズンからマシン側面のNACAダクトから取り入れる方式に変更された。
エンジンマネージメントシステムはザイテック製を採用した。
レーシングカーとしては珍しく電動ファンを採用するなどエンジン冷却には気を使っている。
シャシはカーボンモノコックを使用し、その経時変化の少なさからスプリントレースで使用後ル・マン仕様に仕立て直し数シーズン使い回すことで必要な場合に台数を揃えることができた。これにより1988年のル・マン24時間レースに5台もの車両投入が可能となり、その勝利につながっている。
後にXJR-9と同一のシャシーやサスペンションなどを装備した市販スポーツカーとしてXJR-15が企画され、1990年から1992年にかけて製造・販売されている。

## 1988年の戦績
- WSPC

シーズンを通してザウバーメルセデスと戦力的に拮抗した状態が続き緊迫したタイトル争いが展開されたがル・マンの結果がシーズンの帰趨を決めた。
開幕戦のヘレスに3台体制で臨むもザウバー・C9に苦杯、しかし以降ハラマ、モンツァ、シルバーストンと3連勝。第5戦ル・マン24時間レースに1986年、1987年の3台体制から、エントリーを5台に増やして臨んだ。
レースは1年振りに復活したワークスポルシェとの一騎討ちとなり、歴史に残る激戦の末、ジャガーXJR-9がジャガーに31年ぶり、イギリス車としては1959年のアストンマーティン以来29年ぶりの優勝をもたらした。ドライバーはヤン・ラマース、アンディ・ウォレス、ジョニー・ダンフリーズ。優勝車の走行距離5332.8kmは、当時の記録であった1971年のポルシェ・917の走行距離5335.3kmに匹敵するものであった。
ル・マン後の第6戦ブルノではル・マンを予選中の事故で撤退していたザウバーが雪辱、ジャガーは2,3位に終わる。第7戦、地元のブランズハッチには3台体制で臨み勝利。ブランズハッチでは3台目のマシンに、以前から開発していた4バルブ・DOHC仕様のエンジンが搭載されたが、ミスファイアが発生しチームは39周でリタイアさせた。
その後ニュルブルクリンク、スパとザウバーに連勝を許すがスパでチームタイトルを確定。第10戦の富士で勝利しドライバーズタイトルも決めた。最終第11戦のサンダウンではザウバーに敗れた。
この年はWSPC全11戦中6勝をあげ2年連続チーム・ドライバー（マーティン・ブランドル）のダブルタイトルを獲得している。
- IMSA-GTP

TWRジャガーにとってのIMSAシリーズデビュー戦ともなったデイトナ24時間レースでいきなり1-3フィニッシュを決め華々しいスタートを切る。
しかし、その後コンスタントに表彰台は獲得するも優勝に届かないレースが続き、優勝はデイトナとシーズン最終戦デル・マーでの2勝に終わり、ドライバーズタイトルは、IMSA新記録の8連勝を含む9勝の圧倒的強さで、日産・GTP ZX-Tのジェフ・ブラバム、メイクスは3勝をあげたポルシェのものとなった。

## 1989年の戦績
- WSPC

前年の株主総会でモータースポーツ活動の復帰を表明していたメルセデスがシーズンを席巻、ワークス参戦2年目で二冠を獲得した。ターボエンジン搭載車XJR-11のデビューまでのつなぎとしてXJR-9は参戦するが成績は低迷、表彰台獲得は第3戦ハラマのみとなる。
第4戦ブランズ・ハッチでXJR-11がデビュー、XJR-9は1台のみの参戦となり、第5戦ニュルブルクリンクからは2台ともXJR-11の参戦となる。しかし第6戦ドニントン・パーク、第7戦スパとXJR-11は連続して全滅する事態となり、ジャガーは最終第8戦で2台ともXJR-9に切り替えて5、6位に入賞し、XJR-9にとっての最後のレースを終えた。
- IMSA-GTP

前年9勝をあげたニッサンがシーズン10勝を記録し初タイトルを獲得。XJR-9は苦戦を強いられ2勝をあげるにとどまった。
開幕戦のデイトナ24時間で2位入賞。まずまずのスタートを切ったかに思えたが、その後第5戦まで連続して2位とニッサン、ポルシェに後塵を拝するレースが続く。
第6戦ライムロックでXJR-10がデビュー。XJR-9は1台のみの参戦となる（XJR-10が2位入賞）。第7戦ミドオハイオでXJR-9が2位、第8戦ワトキンズグレンでXJR-9、XJR-10ともリタイアの後、第9戦ロードアメリカでXJR-9が2位と優勝に手が届かないレースが続いたが、3台体制（XJR-9が1台、XJR-10は2台）で挑んだ第10戦ポートランドでXJR-9がジャガーにシーズン初勝利をもたらす。
XJR-9は第14戦タンパでジャガーにとってのシーズン2勝目をあげるが、ジャガーは最終第15戦を2台ともXJR-10で戦うことを決めた為、XJR-9にとってこれがIMSAシリーズでの最後のレースとなった。デイトナにはXJR-9D、ル・マンにはXJR-9LMとして仕様変更して出場。

## シャシー略歴
以下3台はXJR-8から改造されたグループC仕様。
- シャシナンバー186 - 1988年のル・マン24時間レースの1戦のみに出場。ゼッケン22で予選11位、決勝4位。
- シャシナンバー187 - 1988年の開幕戦ヘレスから出場も勝利なし。最後の出場となった1988年ブランズハッチで4バルブエンジンを搭載。
- シャシナンバー287 - 1988年はル・マンのみ出場。ゼッケン3、予選12位、決勝リタイア。1989年のル・マン24時間レースはゼッケン4で参戦し予選6位、決勝8位。最終戦メキシコで5位入賞。

以下3台は1987年に製造されたIMSA-GTP仕様。
- シャシナンバー188 - 1988年デイトナで予選4位、決勝3位。1988年のル・マン24時間レースにはゼッケン21で参戦し予選9位、決勝16位。1989年デイトナで予選8位、決勝リタイア。第4戦ロード・アトランタの予選でクラッシュ。引退。
- シャシナンバー288 - 1988年デイトナで予選6位から優勝、ジャガーにデビューウィンをもたらす。1989年はデイトナで予選2位、決勝リタイア。1989年のル・マン24時間レースにはゼッケン3で参戦し予選4位、決勝リタイア。最後の出場となった第14戦タンパで予選6位から優勝。XJR-12Dに改造された。
- シャシナンバー388 - 1988年デイトナで予選2位、決勝リタイア。1989年デイトナで予選7位、決勝2位。IMSAシリーズに2シーズン参戦するも勝利なし。XJR-12Dに改造された。

以下3台は1988年の新製車。
- シャシナンバー488 - 1988年ヘレスでデビューしたがWSPCでは全4戦全てリタイヤか予選不通過であった。1988年のル・マン24時間レースにはゼッケン2で参戦し予選6位から優勝、保存車両となった。コベントリ−にあるジャガー・ミュージアムにジャガー・Dタイプと並んで展示されている。
- シャシナンバー588 - 1988年ヘレスでデビューし、ハラマ、モンツァ、シルバーストンと3連勝を記録。1988年のル・マン24時間レースにはゼッケン1で参戦し予選4位からリタイア。その後ブランズハッチ、富士で勝利。1989年のル・マン24時間レースにもゼッケン1で参戦し予選3位、決勝4位。1990年にXJR-12LMに改造されそのシャシナンバー990となった。
- シャシナンバー688 - シャシナンバー488の代替として第6戦ブルノでデビュー。1989年のル・マン24時間レースにゼッケン2で参戦し予選8位、決勝リタイア。第4戦ブランズハッチでクラッシュし退役。